# Concerto per violino, pianoforte e orchestra (Mozart)
Il Concerto per violino, pianoforte e orchestra K1 Anh. 56 (riclassificato come K 315f nella sesta versione del Catalogo Köchel) è una composizione di Wolfgang Amadeus Mozart, scritta a Mannheim nel 1778 e lasciata incompiuta.

## Storia
Il concerto fu scritto per l'Academie des Amateurs che avrebbe avuto luogo a Mannheim. Mozart stesso avrebbe dovuto suonare il pianoforte mentre Ignaz Fränzl, il primo violino dell'orchestra di Mannheim, avrebbe dovuto eseguire la parte per il violino solo.

## Opera incompiuta
Mozart compose solo le prime 120 battute del primo movimento, dove solo le prime 74 sono completamente orchestrate. Alfred Einstein ipotizza che l'opera fu abbandonata dal compositore a causa dello scioglimento dell'orchestra di Mannheim; tuttavia ciò era già accaduto prima dell'inizio della stesura dell'opera, ovvero quando il Principe elettore si era trasferito a Monaco e la maggior parte dell'orchestra lo aveva seguito: fu proprio per questo motivo che l'Academie des Amateurs aveva rimpiazzato l'orchestra di Mannheim.
Il motivo più verosimile per cui il concerto sia stato lasciato incompiuto è che Mozart lasciò Mannheim nel dicembre 1778, probabilmente perché l'Academie non era iniziata nei tempi che aveva previsto. Rimane ignota la ragione per cui Mozart non abbia terminato il concerto durante il resto del suo viaggio di ritorno a Salisburgo o durante la successiva permanenza nella sua città natale.